# Alebrijes de Oaxaca
Alebrijes de Oaxaca Fútbol Club – meksykański klub piłkarski z siedzibą w mieście Oaxaca, stolicy stanu Oaxaca. Występuje w rozgrywkach Liga de Expansión MX. Domowe mecze rozgrywa na obiekcie Estadio Tecnológico de Oaxaca.

## Historia
Klub powstał w grudniu 2012, kiedy to ogłoszono, że za pół roku do rozgrywek drugiej ligi meksykańskiej dołączy nowa drużyna. Został utworzony na licencji zespołu Club Tecamachalco, który awansował wówczas z trzeciej do drugiej ligi, lecz wobec braku odpowiedniej infrastruktury nie został dopuszczony do rozgrywek. Wobec tego właściciele Tecamachalco zwrócili się z prośbą o wsparcie do władz stanu Oaxaca, który został siedzibą nowej ekipy. Klub został tym samym kolejną ekipą z Oaxacy, po istniejących wcześniej Chapulineros de Oaxaca i Cruz Azul Oaxaca. Nazwę Alebrijes de Oaxaca otrzymał w wyniku powszechnego głosowania. Zespołowi zezwolono na użytkowanie obiektu Estadio Benito Juárez.

## Aktualny skład
Stan na 1 kwietnia 2025.
| Nr | Poz. | Piłkarz            |
| -- | ---- | ------------------ |
| 2  | OB   | Edson Santos       |
| 3  | OB   | Adrián Justo       |
| 4  | OB   | Carlos Hinestroza  |
| 5  | OB   | Harold Vázquez     |
| 6  | PO   | Aldo Arellano      |
| 7  | OB   | Miguel Riestra     |
| 8  | PO   | Fernando Morales   |
| 9  | NA   | Christopher Cortés |
| 10 | PO   | Erick Carballo     |
| 11 | PO   | Héctor Mascorro    |
| 12 | OB   | Mayer Palacios     |
| 13 | BR   | Flavio Moreno      |
| 14 | OB   | Adrián Vázquez     |
| 15 | NA   | Jonathan Guerrero  |

| Nr | Poz. | Piłkarz             |
| -- | ---- | ------------------- |
| 16 | NA   | Diego López         |
| 17 | PO   | Carlos Guerrero     |
| 18 | PO   | Francisco Hurtado   |
| 19 | NA   | Orlando Ballesteros |
| 20 | OB   | Gandhi Manzanares   |
| 21 | BR   | José Fernández      |
| 22 | PO   | José Alberto Ochoa  |
| 23 | PO   | Jonathan Levin      |
| 24 | NA   | Daniel Rojas        |
| 25 | PO   | Miguel Mayo         |
| 26 | OB   | Alejandro González  |
| 28 | NA   | Ignacio Arreola     |
| 29 | NA   | Sergio Meza         |
| 30 | OB   | Diego Gutiérrez     |